# Libros del Zorro Rojo
Libros del Zorro Rojo es una editorial independiente fundada en 2004 en Barcelona. Está especializada en libros ilustrados para niños, jóvenes y adultos. En su catálogo destacan reconocidos autores e ilustradores internacionales. Sus directores son Fernando Diego García y Sebastián García Schnetzer. Con más de 160 obras publicadas, recibió en 2011 el Premio Nacional a la Mejor Labor Editorial, otorgado por el Ministerio de Cultura de España.

## Premios
- Mención Especial en la categoría "Poesía para niños", Feria del Libro Infantil de Bologna, 2007 (Santiago, de Federico García lorca, ilustrado por Javier Zabala).
- Primer Premio Nuevos Horizontes, Feria del Libro Infantil de Bolonia, 2007 (El libro negro de los colores, creado por Menena Cottin y Rossana Faria).
- Premio Nacional a la Mejor Labor Editorial 2011, otorgado por el Ministerio de Cultura de España.
- Tercer Premio a los Libros Mejor Editados (Obras Generales y de Divulgación, 2010) por La fábrica de vinagre de Edward Gorey.
- Tercer Premio a los Libros Mejor Editados (Obras Generales y de Divulgación, 2012) por Salomé de Oscar Wilde, ilustrado por Aubrey Beardsley.
- Premio Junceda, Mejor Libro Ilustrado para Adultos, 2010 (Arnal Ballester por El gran Zoo de Nicolás Guillén).
- Premio Junceda, Mejor Libro Ilustrado para Adultos, 2011 (Francisco Meléndez por Los diarios de Adán y Eva de Mark Twain).
- Premio Junceda, Mejor Libro Ilustrado para Adultos, 2013 (Sonia Pulido por Caza de conejos de Mario Levrero).
- Segundo Premio a los Libros Mejor Editados (Obras Generales y de Divulgación, 2013) por Fausto de Johann Wolfgang Von Goethe, ilustrado por Harry Clarke.
- Premio Cálamo Extraordinario, 2013 (Andrés Rábago García El Roto por Oh, la l'art!).
- Premio Feria del Libro de Bolonia, Mejor Editorial Europea, 2015.